# 1929 في المغرب
تحتوي هذه المقالة على أهم الأحداث التي شهدها المغرب في 1929، إضافة إلى أهم الشخصيات المغربية المولودة والمتوفية في هذه السنة.

## الحكم
- السلطان: يوسف بن الحسن
- * الحكم للإدارة الفرنسية في المغرب الحماية الفرنسية على المغرب 1912 - 1956.

- منطقة الشمال وقتها كانت تحت حكم إسبانيا.
- المغرب الحالي وقتها كان سلطنة وليس مملكة كان يحكمها سلطان وليس ملك. وكان يسمى بلاد مراكش وليس المغرب.

## الأحـداث
- تأسس معهد باستور (المغرب) بالدار البيضاء.[1]
- تأسست بورصة الدار البيضاء.
- شُيدت سينما ريالطو في مدينة الدارالبيضاء، (وهي من أقدم قاعات السينما في المغرب).

## كـتب
- كتاب الأدب العربي في المغرب الأقصى للفقيه والناقد محمد بن العباس القباج.[2]

## مواليد
- 9 يوليوز 1929 - ولد الحسن الثاني, ملك المغرب.
- عبد القادر الراشدي, (موسيقار مغربي).
- محمد أحمد الخباز, (شاعر مغربي).
- محمد البوعناني, (إعلامي مغربي).
- عز الدين العراقي, (رئيس الحكومة المغربية من 1986 حتى 1992).
- ميلود الشعبي, (رجل أعمال مغربي).
- العالية مجاهد, (مغنية مغربية).
- مأمون الطاهري, (سياسي مغربي شغل منصب وزير المالية).

## وفـيات
- أحمد بن المأمون البلغيثي, (عالم دين مسلم مغربي).

## الـمراجع
1. ↑  مجلة زمان المتخصصة في التاريخ: قصة _معهد باستور_بالمغرب نسخة محفوظة 3 يوليو 2020 على موقع واي باك مشين.
2. ↑  "محمد بن العباس القباج: ملامح من حياته". دعوة الحق. مؤرشف من الأصل في 2023-11-29. اطلع عليه بتاريخ 2023-10-08.

## وصلات خارجية
- المغرب عام 1929 ، بكاميرات فرنسا